# Pop-Rap
Pop-Rap ist eine Stilrichtung der Hip-Hop-Musik, die Rap mit Elementen der Popmusik kombiniert.

## Geschichte
Pop-Rap entstand Ende der 1980er-Jahre, als Rapmusik durch Künstler wie die Beastie Boys oder LL Cool J den Mainstream erreichte. Dies ebnete den Weg für Rapper wie Tone Lōc, Young MC und das Duo DJ Jazzy Jeff & the Fresh Prince, die hauptsächlich fröhliche Songs mit der Methode des Storytelling produzierten und damit in den Vereinigten Staaten von Amerika große Charterfolge erzielten. Ende der 1980er-Jahre feierte auch Falco weltweit große Erfolge mit Rock me Amadeus.
Durch diesen Durchbruch fand diese Art von Hip-Hop schnell viele Nachahmer, die jedoch zumeist One-Hit-Wonder blieben. MC Hammer und Vanilla Ice ergänzten schließlich den Stil durch nahezu unverändert übernommene Samples bekannter Lieder. Dadurch wurde Pop-Rap teilweise von Musikern anderer Genres verspottet oder sogar wegen Urheberrechtsverletzungen verklagt. Dennoch blieb der Stil während der 1990er-Jahre relevant, insbesondere durch erfolgreiche Singles von Coolio, Salt ’n’ Pepa oder Sir Mix-a-Lot. Danach verschwammen die Grenzen zwischen Pop-Rap und anderen Stilrichtungen des Hip-Hop zunehmend, da auch Künstler, die thematisch eher dem Gangsta- oder Hardcore-Rap zuzuordnen waren, zunehmend melodische Elemente des Pop, R&B und Soul in ihre Musik einfließen ließen.
Aktuelle deutschsprachige Künstler des Genres sind beispielsweise Cro und Alligatoah.

## Merkmale
Pop-Rap besteht aus Hip-Hop-Beats, zu denen gerappt wird. Dies wird ergänzt durch melodische Hooklines, die meist als Refrain verwendet werden.
Meist ist Pop-Rap weniger aggressiv und besitzt eine weniger komplexe Reimstruktur als andere Stilrichtungen des Hip-Hop. Lyrisch werden vorrangig leichte Alltagsthemen wie Partys oder Flirts verarbeitet, die per Storytelling dem Hörer nahegebracht werden.